# 横山進一
横山 進一（よこやま しんいち、1942年9月10日 - ）は、日本の実業家。住友生命保険社長・会長、生命保険協会会長を歴任。スペイン文民功労勲章受章。

## 人物
静岡県静岡市の冷菓製造卸業者の家に、六人兄弟の長男として生まれ、家業を手伝いながら学校へ通った。
静岡市立伝馬町小学校、静岡市立城内中学校を経て、1961年静岡県立静岡高等学校卒業。高校時代に禅の本に感銘を受け、1年間の浪人生活を経て、1966年一橋大学経済学部卒業。大学では禅サークル「如意団」に所属。同サークルの永井孝彦（理研香料工業社長）、須田邦之（かんぽ生命保険監査委員会事務局長、東京海上火災監査役）、高橋宏（首都大学東京理事長）、韮澤嘉雄（元世界経済研究協会専務理事）等と親しい。
1966年住友生命保険入社。1989年松山支社長、1992年取締役財務企画部長、1993年取締役金融関連事業部長、1995年常務取締役、1998年専務取締役、2000年副社長。長年不良債権処理の担当部長を務めた。
2001年住友生命保険代表執行役員・代表取締役社長就任。同年副社長から会長に昇格した吉野泰生とともに、同社経営にあたり、外資系生命保険会社に対抗し、営業職員の評価基準を変え、中高年向け保険や、医療・介護分野の保険の営業を拡大させるなどした。2007年代表取締役会長。
2002年1月生命保険協会副会長。2002年7月、金子亮太郎の後任として、生命保険協会会長に就任。2005年金子亮太郎が会長内定を辞退したのを受け生命保険協会会長に就任。
2003年から日本電気監査役、2008年から塩野義製薬監査役。2010年から2012年まで国立大学法人一橋大学経営協議会学外委員も務める。2010年から住友化学監査役。
2014年4月、旭日重光章を受章、住友生命取締役顧問、レンゴー監査役。
2017年5月、スペイン文民功労勲章エンコミエンダ・デ・ヌッメロ章（グランド・コマンダー章）受章。
2018年住友生命保険特別名誉顧問。